# Walter Ameling (Elektrotechniker)
Walter Werner Ameling (* 10. März 1926 in Bornholte; † 15. August 2010 in Aachen) war ein deutscher Elektrotechniker. Er war ordentlicher Professor für Allgemeine Elektrotechnik und Datenverarbeitungssysteme an der RWTH Aachen.

## Werdegang
Ameling schloss sein Studium 1959 mit Promotion zum Dr.-Ing. ab. Nach der Habilitation 1962 wurde er am 15. Mai 1962 Privatdozent für Theoretische Elektrotechnik, am 23. August 1962 Dozent. Am 21. Oktober 1965 wurde er zum ordentlichen Professor für Allgemeine Elektrotechnik und Datenverarbeitungssysteme an der RWTH Aachen ernannt, am 1. Januar 1987 zum Universitätsprofessor. Zugleich war er ab 1965 Direktor des Rogowski-Instituts für Elektrotechnik und von 1969 bis 1970 Prorektor der Hochschule. Am 1. April 1991 wurde er emeritiert. 1992 gründete er die „Computergesellschaft für wissenschaftliche Anwendungen“, zuletzt mit dem Schwerpunkt Kardiologie, welche 2003 geschlossen wurde. Er war Fregattenkapitän der Reserve.
Aus seinem Interesse an der Geschichte seines Fachgebietes ist das ehemalige Computermuseum Aachen hervorgegangen.
Walter Ameling war verheiratet und ist der Vater des Geschichtswissenschaftlers Walter Ameling.

## Ehrungen
- Borchers-Plakette der RWTH Aachen (1959)
- Bundesverdienstkreuz am Bande (14. Oktober 1985)[1]